# Kibu Vicuña
Kibu Vicuña, właśc. 
José Antonio Vicuña Ochandorena (ur. 20 listopada 1971 w San Sebastián) – hiszpański trener piłkarski.